# Згорній Прекар
Згорній Прекар (словен. Zgornji Prekar) — поселення в общині Моравче, Осреднєсловенський регіон, Словенія. 
Висота над рівнем моря: 543,6 м.